# Apatia politica
Nella scienza politica, l'apatia politica è una mancanza di interesse o apatia verso la politica. Ciò include l’apatia degli elettori, l’apatia dell’informazione e la mancanza di interesse per le elezioni, gli eventi politici, le riunioni pubbliche e il voto.
L'apatia degli elettori è una mancanza di interesse tra gli elettori per le elezioni delle democrazie rappresentative. L’apatia politica o la mancanza di interesse sono spesso citate come causa della bassa affluenza alle urne tra gli elettori aventi diritto nelle giurisdizioni in cui il voto è facoltativo e il voto dell’asino (donkey vote, in cui l'elettore classifica i candidati in base all'ordine in cui appaiono nella scheda elettorale) dove il voto è obbligatorio. Questo fenomeno si verifica in una certa misura in tutti i paesi o entità in cui i cittadini possono votare. L’apatia politica ha portato a crescenti preoccupazioni riguardo alle democrazie rappresentative perché i risultati elettorali non comprendono l’intera popolazione avente diritto al voto.

## Descrizione

### Alienazione politica
L'apatia politica è talvolta considerata distinta dall'alienazione politica, "la sensazione che gli elettori sentano che il sistema politico non funziona per loro e qualsiasi tentativo di influenzarlo sarà un esercizio infruttuoso". L'alienazione politica è negativamente correlata all'efficacia politica (la fiducia dei cittadini nella propria capacità di cambiare il governo e la convinzione di poter comprendere e influenzare gli affari politici). Le conseguenze elettorali più comuni dell'alienazione politica sono l'astensione e il voto di protesta, in cui l'elettore ad esempio annulla la scheda o non indica alcuna preferenza (che verrà conteggiata come "scheda bianca").

### Cause

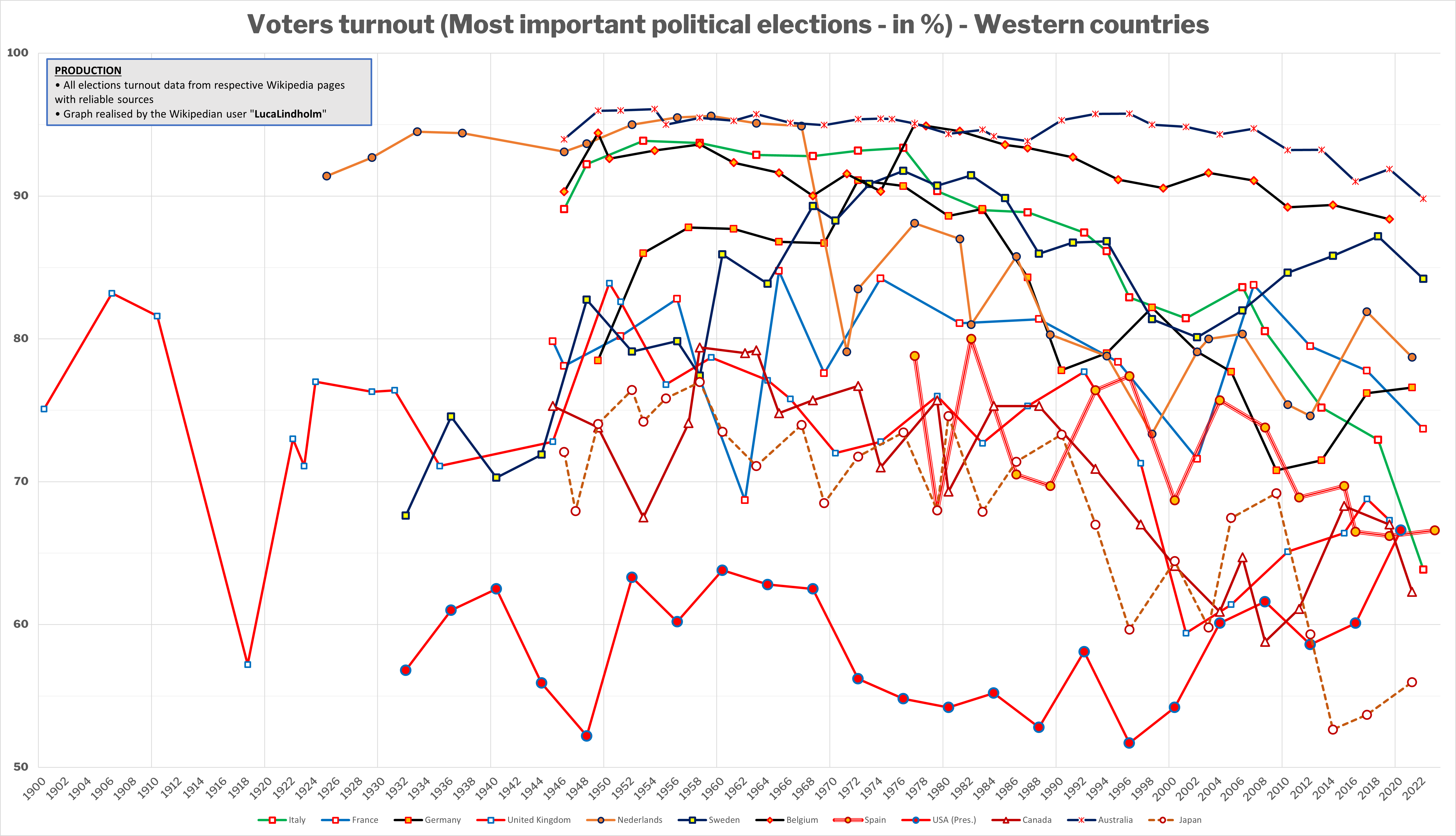
Affluenza alle principali elezioni politiche dei paesi occidentali (dal 1900/1945 ad oggi).

Una delle cause dell’apatia politica è dovuta alla mancanza di istruzione. Secondo uno studio del direttore del CIRCLE Kei Kawashima-Ginsberg, quasi il 20% dei giovani americani ritiene di non sapere abbastanza per votare. In particolare, lo studio ha rilevato che molti giovani hanno evidenti idee sbagliate sul processo di voto; ad esempio, diverse persone nello studio ritenevano che avere reati relativamente minori nella loro fedina penale, come la guida in stato di ebbrezza, limitasse la loro capacità di voto. Questa cifra del 20% è particolarmente significativa se confrontata con l’affluenza totale dei giovani alle urne del 20% alle elezioni degli Stati Uniti del 2018.
A volte, gli elettori alienati si sentono obbligati a votare, ma si sentono “estraniati o disamorati dal sistema o in qualche modo esclusi dal processo politico”. Si sentono inoltre sottorappresentati o non rappresentati affatto dai candidati alle elezioni; hanno anche la sensazione che i loro migliori interessi o le loro preoccupazioni non vengono presi in considerazione da questi ultimi.
L’alienazione politica rientra in due grandi categorie: incapacità politica e malcontento politico. Nel primo caso l'alienazione è imposta all'individuo dall'ambiente, mentre nel secondo caso è scelta volontariamente dall'individuo.
Esistono almeno cinque espressioni di alienazione politica:
1. Impotenza politica. La sensazione di un individuo di non poter influenzare le azioni del governo.
2. Insensatezza politica. La percezione di un individuo secondo cui le decisioni politiche sono poco chiare e imprevedibili.
3. Anormalità politica. Percezione di un individuo che le norme o regole intese a governare le relazioni politiche siano infrante e che le deviazioni dal comportamento prescritto siano comuni.
4. Isolamento politico. Il rifiuto da parte di un individuo di norme e obiettivi politici ampiamente sostenuti e condivisi da altri membri di una società.
5. Delusione politica. Il disinteresse di un individuo verso una decisione o partecipazione politica a causa dei cattivi comportamenti della classe dominante, come ad esempio i leader che provocano scandali.

L’alienazione politica si sovrappone all’antipolitica ed esistono probabili relazioni causali tra i due concetti. L’alienazione differisce dal sentimento antipolitico in quanto quest’ultimo tende a concentrarsi su valutazioni negative dei politici e delle élite politiche, mentre l’alienazione può comprendere l’insoddisfazione per altri elementi di un sistema politico, come il sistema elettorale, il sistema partitico o l’idea di società democratica. 

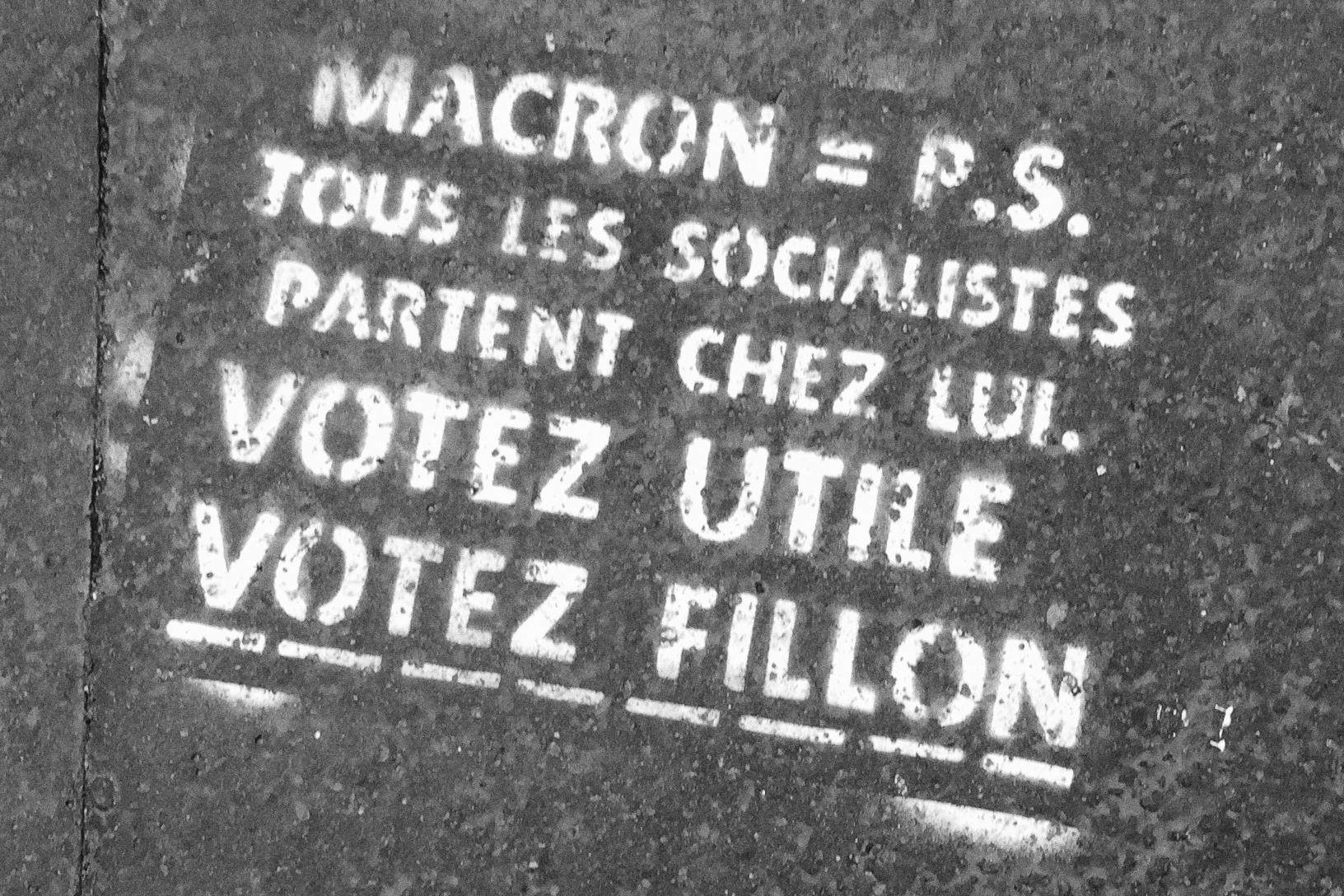
Stencil su un marciapiede parigino prima del primo turno delle elezioni presidenziali francesi del 2017 invocando "votez utile" (voto strategico) come motivo per cui gli elettori votano per François Fillon invece di Emmanuel Macron.

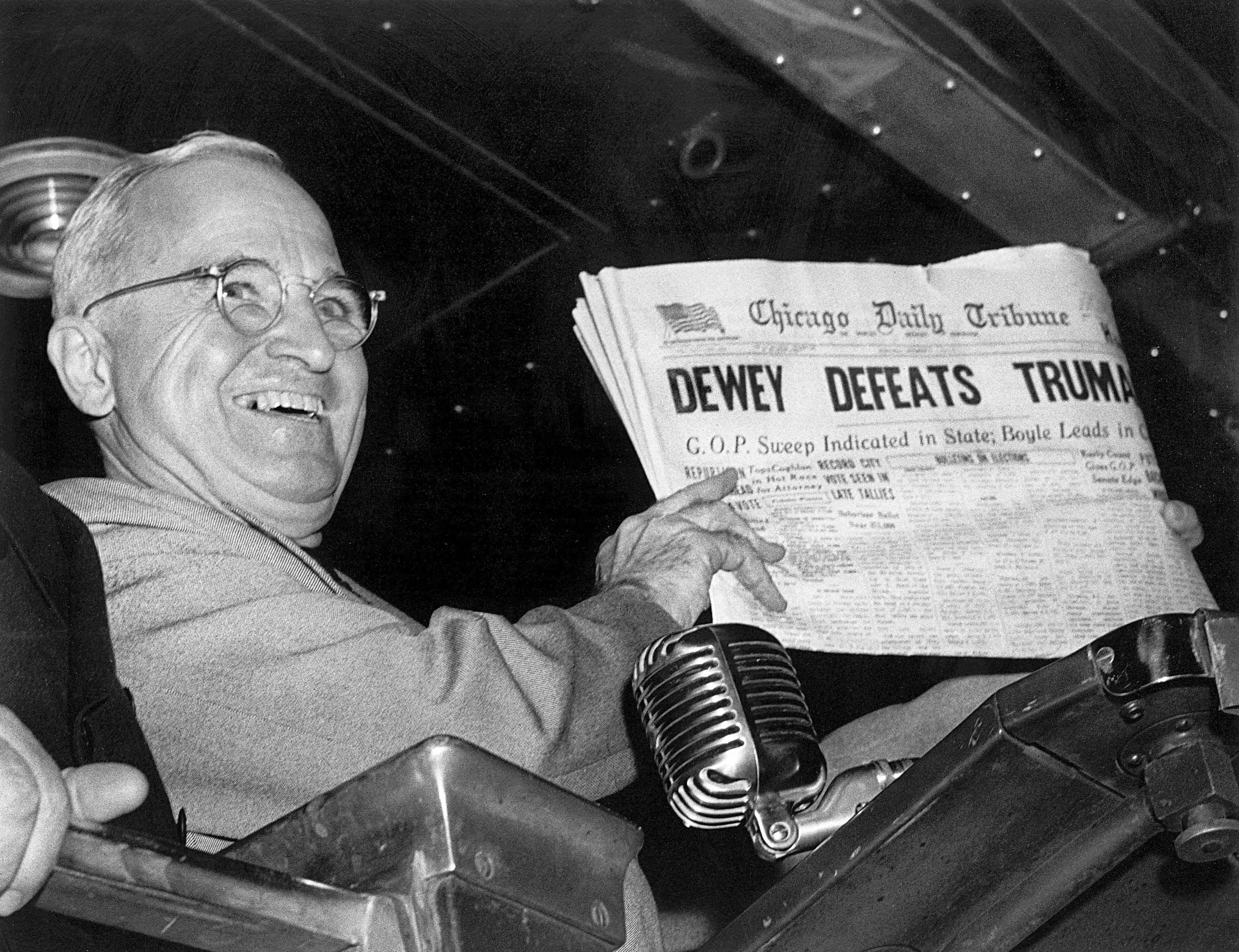
Harry S. Truman tiene il Chicago Daily Tribune con il titolo errato "Dewey sconfigge Truman" alla Union Station di St. Louis, Missouri, il 4 novembre 1948, dopo aver vinto le elezioni presidenziali degli Stati Uniti del 1948.

Un'altra causa di apatia politica è la stanchezza degli elettori, quando le elezioni si tengono troppo frequentemente. Nelle scienze politiche viene definita come segue: "la stanchezza dell'elettore è l'apatia che l'elettorato può sperimentare in determinate circostanze, una delle quali potrebbe essere quella di dover votare troppo spesso". Una delle possibili cause dell’affaticamento degli elettori è la raffica di messaggi politici attraverso i social media. Una grande esposizione ai messaggi politici durante tutto l’anno può causare un affaticamento che allontana i potenziali elettori dal processo di voto.
Ulteriori cause di apatia politica includono:
- sentirsi a disagio con le scelte possibili e con il principio del minore dei due mali nei sistemi bipartitici (il principio secondo cui quando si deve scegliere tra due opzioni immorali, si dovrebbe scegliere quella meno immorale).
- voti sprecati, in cui un elettore non riceve rappresentanza nel risultato finale delle elezioni[22].
- voto strategico, in cui il sistema elettorale incentiva il voto per un’opzione meno preferita per evitare un risultato indesiderato[23].
- corruzione politica, dove funzionari governativi o la loro rete usano la politica per guadagni privati illegittimi.
- disinformazione politica o disinformazione in parte fornita da spin politici (una forma di propaganda, ottenuta fornendo consapevolmente un'interpretazione parziale di un evento o facendo una campagna per influenzare l'opinione pubblica su un'organizzazione o un personaggio pubblico)[24] e piattaforme di social media.
- non poter votare a causa di barriere legali o logistiche
- essere sopraffatto da problemi personali
- riscontro di problemi di registrazione (come negli Stati Uniti dove vige l'obbligo di registrazione chiamata "voter registration" per poter votare)[25].

### Sfondo
I fattori psicologici che influenzano il comportamento degli elettori sono la percezione della politica da parte dell'elettore, cioè il modo in cui l'elettore vede i partiti, i candidati e le questioni in un'elezione. Quanto più in basso si trova una carica, tanto minore sarà il numero di voti che verranno espressi per essa. Questo si chiama "stanchezza elettorale". L’espressione suggerisce che molti elettori esauriscono la loro pazienza o conoscenza mentre avanzano verso la votazione.
Importanti padri fondatori che scrivevano su The Federalist Papers credevano che fosse "essenziale per la libertà che il governo in generale avesse un interesse comune con il popolo" e ritenevano che un legame tra il popolo e i rappresentanti fosse "particolarmente essenziale". Hanno scritto che "le elezioni frequenti sono senza dubbio l'unica politica attraverso la quale questa dipendenza e simpatia possono essere effettivamente garantite". Nel 2009, tuttavia, pochi americani avevano familiarità con i leader del Congresso.
Nel XIX secolo ci fu un'affluenza alle urne sostanzialmente elevata, con numerosi anni con una partecipazione superiore all'80%. Ciò è dovuto a diversi fattori. Innanzitutto, le macchine politiche (organizzazioni di partito che reclutano i loro membri mediante l'uso di incentivi come denaro o incarichi politici, caratterizzate da un elevato grado di controllo della leadership sull'attività dei membri) davano agli elettori un incredibile incentivo a votare favorendo il lavoro, la ricchezza e il potere politico (che erano particolarmente attraenti per gli immigrati poveri); tuttavia, le macchine politiche hanno perso gran parte del loro potere con la maggiore capacità di voto e con una maggiore esposizione alle politiche corrotte.
Numerosi rapporti suggeriscono che l’apatia degli elettori è diffusa e in crescita. La percentuale di americani aventi diritto al voto che, in effetti, votarono era del 63% nel 1960, ma da allora è in calo.
La professoressa di Vanderbilt Dana D. Nelson in Bad for Democracy sostiene che i cittadini sembrano votare attivamente solo alle elezioni presidenziali, senza partecipare in maniera numerosa alle altre elezioni. L'apatia è stata inferiore nelle elezioni del 2008, che prevedevano un'elezione competitiva per la presidenza. L'affluenza alle urne nel 2008 (62%) è stata la più alta dal 1968.
D’altra parte, il professore dell’Hunter College Jamie Chandler sostiene che l’apatia politica, o la mancanza di interesse per il sistema politico, è sopravvalutata rispetto ai fattori socioeconomici. La ricchezza e il livello di istruzione sono strettamente correlati alla partecipazione agli elettori.
L’apatia politica si riscontra spesso tra gli elettori più giovani, i poveri e i gruppi minoritari. Il Centre for Innovation, Research and Competence in the Learning Economy (CIRCLE) suddivide i giovani in diversi gruppi, ampiamente impegnati (19%), specialisti politici (19%) e solo votati (18%), mentre il resto è raggruppato in cittadini alienati civicamente (16%), politicamente emarginati (14%) e non votanti impegnati (14%). Nel 2010, solo il 21% dei giovani aventi diritto al voto negli Stati Uniti di età compresa tra 18 e 21 anni ha votato o era politicamente attivo.

### Possibili soluzioni

Voto obbligatorio nel mondo.

Le riforme elettorali che riducono il voto sprecato, le soglie di sbarramento per nuovi partiti politici e il presidenzialismo  aumentano il sistema proporzionale e possono ridurre l’apatia politica.
Un'altra possibile soluzione all’apatia politica delle giovani generazioni è la riduzione dell’età per votare per aumentare il suffragio giovanile e una maggiore istruzione. Numerosi studi hanno dimostrato che la diminuzione dell’istruzione civica a partire dagli anni ’60 ha portato a una diminuzione dell’affluenza alle urne dei giovani. Nel 2014, c'è stata un'affluenza record tra gli adulti di età compresa tra 18 e 29 anni, con il 20% che ha votato. Nel 2018, solo nove stati americani hanno richiesto almeno un anno di educazione governativa o civica. Un sondaggio del 2018 della Woodrow Wilson National Fellowship Foundation ha rilevato che solo un terzo degli americani era in grado di superare un test di naturalizzazione, solo il 13% dei giovani americani sapeva quando fu ratificata la Costituzione degli Stati Uniti e meno del 50% degli intervistati era in grado di identificare con precisione i paesi membri delle potenze dell’Asse della Seconda Guerra Mondiale. Secondo lo studio Tuft, ciò ha portato il 20% dei giovani adulti a evitare di votare perché non conoscevano informazioni sufficienti per votare.
Altre possibili soluzioni per l’alienazione degli elettori dalla politica sono le applicazioni di consulenza elettorale e la democrazia partecipativa. Lo storico belga David van Reybrouck descrive nel suo libro Contro le elezioni gli attuali problemi della democrazia occidentale come la sindrome da stanchezza democratica e sostiene una democrazia deliberativa basata sul sorteggio.

#### Tecnologia civica
La tecnologia civica cerca di contrastare gli effetti dell’apatia politica attraverso mezzi più moderni, come social media, app e siti web.
Essa migliora il rapporto tra le persone e il governo con software per le comunicazioni, il processo decisionale, la fornitura di servizi e il processo politico. Comprende la tecnologia dell'informazione e della comunicazione che supporta il governo con software creato da team guidati dalla comunità di volontari, organizzazioni no-profit, consulenti e aziende private, nonché team tecnologici integrati che lavorano all'interno del governo.
Per le elezioni presidenziali americane del 2016, Facebook ha implementato dei promemoria per registrarsi per votare sul proprio social network. Diversi funzionari elettorali hanno affermato che questi sforzi hanno aumentato significativamente la registrazione degli elettori.

## Apatia politica nel mondo

### Italia

Andamento del voto nelle elezioni politiche italiane (dal 1946 ad oggi). Dalle elezioni politiche del 1979 l'affluenza in percentuale è cominciata a calare sotto allo storico 93%.

Per la prima volta meno di un italiano su 2 è andato a votare per le elezioni europee del 2024. Con il 49,68% di partecipazione sono state le elezioni europee in Italia con la più bassa affluenza mai registrata.

### Canada
L'affluenza alle urne in Canada è rimasta relativamente elevata rispetto ad altre democrazie sviluppate. Nel 2019, la percentuale della popolazione in età di voto registrata per votare era pari a circa il 93%. Nelle elezioni federali del 2019, il 77% degli elettori aventi diritto ha riferito di aver votato. Tuttavia, uno studio evidenzia che il motivo principale per cui le persone si sono astenute dal voto nel 2019 era la mancanza di interesse per la politica, con il 35%, seguito dal 22% dei non elettori che hanno indicato di essere attivi. La maggior parte dei non votanti erano elettori giovani, di età compresa tra 18 e 24 anni. Inoltre, i canadesi cittadini per nascita hanno riportato un'affluenza alle urne inferiore rispetto ai cittadini naturalizzati o agli immigrati in Canada; ciò potrebbe essere dovuto al fatto che gli individui provenienti da paesi stranieri apprezzano maggiormente il processo democratico. Nel complesso, l’affluenza alle urne è rimasta stabile tra il 2009 e il 2019.

### Francia
Al secondo turno delle elezioni in Francia del 2024 l'affluenza è stata del 66,63%, la più alta dal 1997: è aumentata di più di 20 punti rispetto alle elezioni del 2022.

### Unione Europea
Gli stati membri dell’Unione Europea possono votare in due modi. Gli elettori possono votare alle elezioni nei propri paesi così come alle elezioni riguardanti l'Unione Europea attraverso il Parlamento europeo. L’apatia politica nell’Unione Europea si manifesta attraverso le elezioni all’interno di ogni paese e all’interno del Parlamento europeo.
Le elezioni del Parlamento europeo hanno luogo quando gli individui negli stati membri dell’UE votano per questioni riguardanti l’intera Unione Europea eleggendo un rappresentante del loro paese al Parlamento europeo. Va notato che l’affluenza alle urne è spesso inferiore a tali elezioni rispetto alle elezioni nazionali. Si ipotizza l’apatia politica perché gli individui all’interno del Parlamento europeo spesso percepiscono tali elezioni come un contesto di scarsa rilevanza. In questi casi, le persone credono che ci siano meno interessi personali legati alle elezioni al Parlamento europeo. In quanto tali, tali atteggiamenti implicano ulteriormente che gli elettori percepiscono tali elezioni come meno importanti delle elezioni nazionali.
Un'altra linea di ragionamento suggerisce che gli individui potrebbero essere insoddisfatti delle posizioni dei partiti all’interno del Parlamento europeo, soprattutto per quanto riguarda il tema dell’integrazione europea. La ricerca mostra che maggiore è la distanza tra gli elettori e le scelte dei loro partiti nazionali nell’Unione europea, maggiore è la probabilità che questi si astengano dal votare alle elezioni del Parlamento europeo. Pertanto, l’apatia politica è un fenomeno che incide pesantemente sull’affluenza alle urne alle elezioni del Parlamento europeo. Tuttavia, negli ultimi anni, si è osservato che una maggiore politicizzazione all’interno dell’Unione Europea ha portato ad una maggiore affluenza alle urne. Nel 2019, il 50,66% dei membri dell’UE ha votato alle elezioni del Parlamento europeo, in aumento rispetto al 42,61 del 2014. Le ragioni ipotizzate per questo aumento riguardano la Brexit, la crisi migratoria, la politica sui cambiamenti climatici e la crescente preoccupazione per il sentimento anti-UE.

### Regno Unito

Andamento dell'affluenza alle elezioni generali del Regno Unito (dal 1945). Tra le elezioni del 1992 e quelle del 2001 è avvenuto un grande crollo di quasi venti punti percentuali.

Nel Regno Unito, come in molte altre democrazie liberali occidentali, negli ultimi decenni si è registrato un costante calo dell’affluenza alle urne alle elezioni generali. Dopo un picco nelle elezioni generali del 1950 con un'affluenza alle urne dell'83,9%, nel Regno Unito è in costante calo fino a raggiungere il minimo storico di affluenza alle urne del 59,4% nelle elezioni generali del 2001. La bassa affluenza alle urne e il disimpegno nelle elezioni e nel processo politico sono più diffusi tra gli elettori più giovani. Oltre al calo dell’affluenza alle urne negli ultimi decenni, è diminuita anche la fiducia nel governo, portando anche al disimpegno.

### Stati Uniti
Secondo il Pew Research Center, solo il 55,7% della popolazione americana in età di voto ha votato alle elezioni presidenziali del 2016. Questa percentuale è in leggero aumento rispetto alle elezioni del 2012, ma inferiore a quelle del 2008, che avevano numeri record. I numeri dell’affluenza alle urne negli Stati Uniti sono piuttosto bassi rispetto ad altre nazioni sviluppate. In questo studio gli Stati Uniti si sono classificati al 31º posto su 35 paesi. Il Census Bureau ha registrato che c'erano circa 245,5 milioni di americani aventi diritto al voto, ma solo 157,6 milioni si sono registrati per poter votare. Lo United States Election Project ha ottenuto risultati simili, stimando l’apatia leggermente più alta: il 46,9% degli elettori aventi diritto non ha votato nel 2016. Molti americani non si impegnano per imparare il processo di voto, poiché alcuni lo vedono come un peso.
C’è un’enfasi eccessiva sul numero di americani che hanno affermato di aver votato. Il cancelliere della Camera dei rappresentanti degli Stati Uniti ha registrato solo 136,8 milioni di persone, rispetto ai 137,5 milioni che hanno affermato di aver votato. Questo numero comprende anche 170.000 schede bianche, rovinate o nulle.
La registrazione degli elettori negli Stati Uniti è una responsabilità indipendente, quindi i cittadini possono scegliere se vogliono registrarsi o meno. Ciò ha portato solo il 64% della popolazione in età di voto a essere registrata per votare nel 2016. Gli Stati Uniti sono uno dei pochi paesi che richiedono ai propri cittadini di registrarsi per poter votare. La mancanza di registrazione automatica contribuisce al fatto che negli Stati Uniti più di un terzo dei cittadini aventi diritto non sono registrati per votare.
Dal 1976, l’affluenza alle urne è rimasta entro un intervallo di fluttuazione dell’8,5% e ha seguito una tendenza storica al ribasso, sebbene vi siano differenze tra alcuni gruppi razziali, etnici e anagrafici. Dal 1980 l’affluenza alle urne si aggira tra il 48% e il 57%.
Gli elettori tra i 45 e i 65 anni e quelli di età superiore ai 65 anni hanno il più alto tasso di affluenza alle urne. Nel periodo dal 1964 al 2004, i giovani di età compresa tra i 18 e i 24 anni hanno avuto solitamente un’affluenza alle urne del 41,8%, rispetto ai 25-44 anni in cui era del 57,9%. Gli elettori tra i 45 e i 65 anni e quelli di età superiore ai 65 anni hanno tassi di affluenza alle urne rispettivamente del 69,3% e del 66,6%. I gruppi di età più giovani sono generalmente sottorappresentati in proporzione; la percentuale maggiore di elettori non registrati appartiene alla fascia di età compresa tra i 18 ei 30 anni. Si ipotizza che le persone in età demografica più giovane siano più concentrate su altri aspetti della loro vita, come l'università, il matrimonio e la carriera. A loro volta, i dati dimostrano che i più giovani hanno meno probabilità di conoscere la politica o di comprendere le implicazioni del voto. Gli elettori tendono ad essere più anziani, più ricchi e più istruiti rispetto ai non elettori.
In un sondaggio di USA Today condotto nel 2012, il 59% dei cittadini ha scelto di non votare perché credeva che "'non si fa mai nulla al governo". Un altro 54% dei non votanti ritiene che esista corruzione nel governo. Il 37% ha affermato esplicitamente che la politica non ha fatto alcuna differenza nella loro vita.
Alcuni elettori probabilmente si asterranno dalle elezioni a causa del loro disinteresse per le posizioni politiche disponibili. Quando i desideri dei cittadini non vengono adeguatamente presi in considerazione dal governo, è più probabile che gli elettori si disinteressino al processo democratico. Uno dei motivi della bassa affluenza alle primarie è dovuto all’apatia riguardo a chi arriverà alle elezioni generali. Molte persone credono inoltre che solo le elezioni generali siano importanti negli Stati Uniti. Anche le elezioni del Congresso sono soggette all’apatia politica. Ciò porta i candidati a essere scelti tra gruppi di elettori sempre più polarizzati, il che aumenta la rigidità e lo stallo nel governo. Generalmente esiste una relazione inversa tra il livello di governo e i tassi di affluenza alle urne.
Nelle elezioni presidenziali del 2016 negli Stati Uniti, l’affluenza alle urne è stata del 54,8% mentre nelle elezioni di medio termine del 2018 è stata del 50,0% e nelle elezioni di medio termine del 2014 si è registrato un minimo storico del 36,7%. Sulla base dei dati governativi, dal 1951 al 2011 gli elettori aventi diritto che hanno votato sono passati dal 49 al 63%. L'affluenza più alta si è verificata nelle elezioni del 2020 (66,6%) in cui fu eletto il presidente Joe Biden, mentre l'affluenza più bassa si è verificata nel 1996 con l'elezione del presidente Bill Clinton.
Le elezioni presidenziali degli Stati Uniti del 2016 hanno visto l’alienazione politica come una delle questioni centrali della campagna. Sia Donald Trump che Hillary Clinton hanno rivolto un appello alla classe operaia degli stati del Midwest sottolineando di ritenere che i loro voti avessero poco peso e affermando che le comunità erano state abbandonate dai candidati del passato. Trump e Clinton hanno fatto lo stesso con gli elettori neri e latini nelle aree urbane, esprimendo in passato preoccupazioni riguardo all’alienazione politica. Quelle elezioni hanno visto anche un aumento degli elettori negli Stati con un alto numero di indecisi e una diminuzione degli elettori che vivono negli stati "sicuri".
In uno studio di Google del 2015 sugli "Interested Bystanders" ("spettatori interessati", ovvero quella parte della popolazione che presta attenzione al mondo che li circonda, ma non esprime regolarmente le proprie opinioni o non agisce), gli esperti hanno scoperto che il 48,9% delle persone in America presta attenzione al mondo politico ma non esprime alcuna opinione in merito (non votando, non facendo volontariato per le campagne, eccetera), aumentando così l’apatia politica in America.
Le elezioni presidenziali del 2020 hanno visto una diminuzione dell'apatia politica e dell'astensionismo in quanto hanno registrato la più alta affluenza ai seggi della storia degli Stati Uniti dal 1900 ed entrambi i candidati hanno battuto il record di preferenze totali ottenuto precedentemente da Barack Obama alle elezioni presidenziali del 2008. È stata determinante la possibilità per gli elettori di votare per corrispondenza attraverso un documento inviato per posta (mail voting o postal voting) che ha permesso di evitare lunghe code e procedure farraginose e burocratiche (come il fatto di non avere un seggio preciso pre-assegnato), fattori che alimentavano l’apatia politica e l'astensione.